# Brotomys voratus
Brotomys voratus es una especie extinta de roedor de la familia Echimyidae. Esta especie se conoce de un solo informe  de Gonzalo Fernández de Oviedo, que documentó un animal llamado Mohuy , similar a las ratas espinosas.

## Distribución geográfica
Se encontraba en Haití.

## Hábitat
Su hábitat natural era: zonas subtropicales o tropicales húmedas de tierras de baja altitud, bosques